# 罗伯特·布莱克
罗伯特·布莱克（英語：Robert Black，1995年9月25日—），澳大利亚男子赛艇运动员。他曾代表澳大利亚参加保加利亚普罗夫迪夫举行的2018年世界赛艇锦标赛，获得男子八人单桨有舵手银牌。